# David Book
David Sven Book, född 11 april 1983 i Färentuna församling, är en svensk skådespelare.

## Biografi
David Book är uppvuxen i Färentuna och Paris. Han har varit knuten till Dramaten sedan 2011 och medverkat i uppsättningar som Werther, Hamlet, Den stora skrivboken, Europeana och Vredens druvor. Han har även tillhör originalensemblen i alla tre Liv Strömqvist-uppsättningar (2014-2024) som också filmats för SVT. Utanför Dramaten har han medverkat i uppsättningar som Rannsakningen (Orionteatern/Dramaten), Noli me Tangere(Teatr Weimar) och även skrivit egna pjäser: bl.a. Stockholmsdjur (Stockholms stadsteater Fri scen). Han har också arbetat på Västerbottensteatern, Teater Weimar och Teater Tribunalen.
David Book har även medverkat i dramaserierna Barracuda Queens, Kärlek & Anarki, Andra åket och i miniserien Den osannolika mördaren.
David Book är son till prästen och skådespelaren Sven-Gunnar Book.  

## Teater

### Roller (ej komplett)
| År   | Roll                            | Produktion                                                                   | Regi                          | Teater                 |
| ---- | ------------------------------- | ---------------------------------------------------------------------------- | ----------------------------- | ---------------------- |
| 2008 | Medverkande                     | Det Kommunistiska Manifestet (Manifest der Kommunistischen Partei) Karl Marx | Richard Turpin                | Teater Tribunalen      |
| 2010 | 1 3                             | Krig!, Hastighet! Parole in liberta!                                         | Jörgen Dahlqvist              | Teatr Weimar           |
| 2011 | Eskil                           | Älvsborgsbron Johanna Emanuelsson                                            | Annika Silkeberg              | Dramaten               |
| 2012 | Sparvel Hunden Korvgubben       | Titta livet - en lek Barbro Lindren                                          | Ellen Lamm                    | Dramaten               |
| 2012 | 4                               | Noli me Tangere                                                              | Jörgen Dahlqvist              | Teatr Weimar           |
| 2012 |                                 | Interieur/Exteriuer                                                          |                               | Teatr Weimar           |
| 2013 | Werther                         | Werther (Die Leiden des jungen Werthers) Johann Wolfgang von Goethe          | Örjan Andersson               | Dramaten               |
| 2013 | Sebastian                       | Necronomicon                                                                 | Rikard Lekander               | Dramaten               |
| 2014 | Medverkande                     | Liv Strömquist tänker på dig Liv Strömquist/Ada Berger                       | Ada Berger                    | Dramaten               |
| 2014 | Polly m.fl.                     | Johanna Mirja Unge                                                           | Jenny Andreasson              | Dramaten               |
| 2015 | Orsino                          | Trettondagsafton (Twelfth Night, or What You Will) William Shakespeare       | Åsa Melldahl                  | Dramaten               |
| 2016 | Åklagaren                       | Rannsakningen (Die Ermittlung) Peter Weiss                                   | Nadja Weiss                   | Dramaten/ Orionteatern |
| 2017 | Pappan Bobadill                 | Det blåser på månen (The Wind on the Moon) Eric Linklater                    | Ellen Lamm                    | Dramaten               |
| 2017 | Väktaren                        | Oidipus/Antigone (Οἰδίπους Τύραννος/Ἀντιγόνη) Sofokles                       | Eirik Stubø                   | Dramaten               |
| 2018 | Medverkande                     | Topographies of Paradise Madame Nielsen                                      | Tobias Theorell               | Dramaten               |
| 2018 | Prästen                         | Lasse-Maja och Hamletmysteriet Jonna Nordenskiöld och Martin Widmark         | Jonna Nordenskiöld            | Dramaten               |
| 2019 | Laertes                         | Hamlet William Shakespeare                                                   | Sofia Jupither                | Dramaten               |
| 2020 | David                           | Vakten vid Rhen (Watch on the Rhine) Lillian Hellman                         | Jenny Andreasson              | Dramaten               |
| 2020 | Medverkande                     | Liv Strömquist tänker på sig själv Ada Berger                                | Liv Strömquist och Ada Berger | Dramaten               |
| 2021 | Medverkande                     | Världen runt Rut Petter Lennstrand                                           | Petter Lennstrand             | Dramaten               |
| 2021 | Medverkande                     | Liv Strömquist tänker på sig själv Liv Strömquist och Ada Berger             | Ada Berger                    | Dramaten               |
| 2023 | Officeren                       | Den stora skrivboken (Le grand cahier) Ágota Kristóf                         | Sofia Jupither                | Dramaten               |
| 2023 | Medverkande                     | Europeana                                                                    | Mattias Andersson             | Dramaten               |
| 2024 | Medverkande                     | Liv och död Strömquist Ada Berger och Liv Strömquist                         | Ada Berger                    | Dramaten               |
| 2024 | Casey Campingägaren Återvändare | Vredens druvor (Grapes of Wrath) John Steinbeck                              | Mina Salehpour                | Dramaten               |
| 2025 | Jérôme Bel                      | Jérôme Bel Jérôme Bel                                                        | Jérôme Bel                    | Dramaten               |
| 2025 | Viktor Udde                     | Juloratoriet Göran Tunström                                                  | Linus Tunström                | Dramaten               |

## Filmografi
- 2008 – Nasty Old People
- 2010 – Om fem år (kortfilm)
- 2011 – Julias mamma (novellfilm)
- 2015 – Liv Strömquist tänker på dig (TV-teater)
- 2018–2019 – Andra åket (TV-serie)
- 2021 – Liv Strömquist tänker på sig själv (TV-teater)
- 2021 – Den osannolika mördaren (TV-serie)
- 2022 - Kärlek & Anarki
- 2023 – Barracuda Queens (TV-serie)